# Same de Kildin
Cette page contient des caractères spéciaux ou non latins. S’ils s’affichent mal (▯, ?, etc.), consultez la page d’aide Unicode.
Le same de Kildin est une langue same parlée par environ 350 personnes en 2010 dans la péninsule de Kola (oblast de Mourmansk, Russie). Le same de Kildin est écrit en alphabet cyrillique.

## Distribution géographique

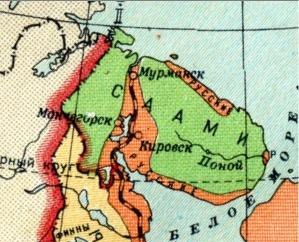
Distribution du same dans la péninsule de Kola : le same de Kildin est en vert, le carélien en jaune et le russe en orange.

Le same de Kildin est parlé par 20 à 30 personnes activement et environ 200 personnes passivement (environ 100 et 700 respectivement en 2013, ou environ 350 en 2010 selon le recensement) dans la péninsule de Kola mais les locuteurs sont concentrés autour de Lovozero. Le same de Kildin est le same de groupe de l'Est avec le plus de locuteurs, cependant ses perspectives sont sombres. Le same d'Akkala, un same du groupe de l'Est est considéré comme proche du same de Kildin, à tel point qu'on le considère parfois comme un dialecte du same de Kildin.

## Système d'écriture
Le same de Kildin est une des seules langues sames à utiliser un alphabet cyrillique (le same de Ter utilisant un alphabet cyrillique dérivé dans au moins un ouvrage). Dans la pratique, trois ou quatre variantes de l’alphabet sont principalement utilisés,. 
Un alphabet cyrillique du same de Kildin a été approuvé officiellement en 1937. Un nouvel alphabet cyrillique est développé en 1979 par l’équipe du Laboratoire de la langue same, composée notamment de la linguiste Rimma Kuruch (en) et de Aleksandra Antonova (ru) ; une version modifiée (sans les lettres ӹ, ӧ, ӱ) est adoptée par l’Institut des langues, de la littérature et de l’histoire de l’URSS et le comité exécutif régional de Murmansk en 1982. Dans cet alphabet la һ a largement remplacé ххь et la lettre ј est notamment utilisée dans le digramme јј qui a remplacé le digramme йх. En 1987, une révision de l’alphabet remplace les lettres һ par l’apostrophe et ј par ҋ, le ministère de l’Éducation considérant һ et ј trop « occidentales » ; cependant, des ouvrages sont encore publiés avec l’alphabet de 1982. 
| А а  | Ӓ ӓ | Б б   | В в | Г г | Д д | Е е  | Ё ё  | Ж ж | З з  | Һ һ  |
| ---- | --- | ----- | --- | --- | --- | ---- | ---- | --- | ---- | ---- |
| /a/  | /a/ | /b/   | /v/ | /ɡ/ | /d/ | /je/ | /jo/ | /ʒ/ | /z/  | /ʰ/  |
| И и  | Й й | Ҋ ҋ   | Ј ј | К к | Л л | Ӆ ӆ  | М м  | Ӎ ӎ | Н н  | Ӊ ӊ  |
| /i/  | /j/ | /j̊/   | /j̊/ | /k/ | /l/ | /l̥/  | /m/  | /m̥/ | /n/  | /n̥/  |
| Ӈ ӈ  | О о | П п   | Р р | Ҏ ҏ | С с | Т т  | У у  | Ф ф | Х х  | Ц ц  |
| /ŋ/  | /ɔ/ | /p/   | /r/ | /r̥/ | /s/ | /t/  | /u/  | /f/ | /x/  | /ts/ |
| Ч ч  | Ш ш | Щ щ   | Ъ ъ | Ы ы | Ь ь | Ҍ ҍ  | Э э  | Ӭ ӭ | Ю ю  | Я я  |
| /tʃ/ | /ʃ/ | /ʃtʃ/ |     | /ɨ/ | /j/ |      | /e/  | /e/ | /ju/ | /ja/ |

Ӓ, ӭ, ҍ suivent les lettres palatalisées д, т et н.
Les voyelles longues sont marquées par le macron (¯) au-dessus de la voyelle (et au-dessus du tréma dans le cas des lettres ӓ et ӭ).
Les lettres ӓ, ҋ/ј, ӆ, ӎ, ӊ, ӈ, ҏ, ъ, ь, ҍ et ӭ ne se présentent pas en initial dans un mot, soit parce qu'elles servent de marqueur pour la consonne précédente (exemples : ӓ, ъ), soit que le son qu'elle représente ne peut être au début d'un mot (exemple : ӆ). Ces lettres ne sont donc pas utilisées en majuscule, sauf pour les textes entièrement en majuscules.
La lettre h se trouve au milieu d'un mot avant les lettres к, п, т, ц et ч. Elle marque la préaspiration (en). La lettre est toujours en minuscule, même dans les textes écrits entièrement en majuscule. Dans une autre version de l'orthographe, la préaspiration est notée par l'apostrophe '.
Ҋ et ј sont deux lettres qui désignent le même son, la consonne spirante palatale sourde [j̊], elles sont utilisées comme alternatives selon l’orthographe utilisée.
Aleksandra Antonova n’utilise pas  les lettres ҋ/ј ou ’/h dans ses ouvrages, les considérant superflues.
La lettre щ se trouve uniquement dans les mots empruntés au russe.

## Phonologie
Valeurs des voyelles du same de Kildin : 
|         | antérieure | antérieure | centrale | centrale | postérieure | postérieure |
| ------- | ---------- | ---------- | -------- | -------- | ----------- | ----------- |
| longue  | courte     | longue     | courte   | longue   | courte      |             |
| fermée  | ӣ          | и          | ы̄        | ы        | ӯ           | у           |
| moyenne | э̄          | э          |          |          | о̄           | о           |
| ouverte |            |            |          |          | а̄           | а           |

## Sources
- [Agranat 2021] (ru) Т. Б. Агранат, « Правила орфографии для младописьменного языка: случай кильдинского саамского [ = Orthography development for previously unwritten languages: The case of Kildin Saam ] », Родной Язык, no 1,‎ 2021 (DOI 10.37892/2313-5816-2021-1-30-42 , présentation en ligne, lire en ligne )
- (sjd + ru) Aleksandra Andreevna Antonova et Elisabeth Scheller, Саамско-русский і русско-саамский словарь (около 16 000 слов) = Са̄мь-рӯшш я Рӯшш-са̄мь са̄ннҍнэххьк (16000 ве̄рьт са̄ннӭ), Tromsø, UiT The Arctic University of Norway,‎ 2021 (lire en ligne)
- [Bakoula 2017] (ru) В. Б. Бакула, « История создания саамской письменности », dans Языки малочисленных народов России: устное vs. письменное, СПб.,‎ 2017 (lire en ligne), p. 12-14
- [Bakoula 2020] (ru) В. Б. Бакула, « Несколько письменных традиций кильдин-саамского языка как основная проблема его сохранения и преподавания », Педагогический ИМИДЖ, vol. 14, no 2 (47),‎ 2020, p. 146-160 (DOI 10.32343/2409-5052-2020-14-2-146-160 , lire en ligne )
- [Endouvskiy 1937] (sjd) А. Г. Эндюковский, Саамь букваррь, Учпедгиз (lire en ligne)
- [Kert 1971] (ru) Г. М. Керт, Саамский язык (кильдинский диалект) : фонетика, морфология, синтаксис, Наука,‎ 1971
- (ru) « Становление саамской письменности », Kola Sápmi: Новости кольских саами,‎ 9 mai 2020 (lire en ligne)
- [Kuchinskiy 2012] (ru) М.Г. Кучинский, « Преподавание Саамского языка в Мурманской области [Enseigner la langue sami dans la région de Mourmansk] », dans Социолингвистическое состояние коренных малочисленных народов Севера, Сибири и Дальнего Востока Российской Федерации, М., Институт образования КМНС РАО,‎ 2012 (lire en ligne), p. 81-95
- [Nevriouev 2020] (ru) В. Е. Неврюев, « Преподавание кильдин-саамского языка в свете проблемы создания единого алфавита », dans Язык Севера. Материалы Всероссийской научной конференции. 18 марта 2020 г., М., Политическая энциклопедия,‎ 2020 (ISBN 978-5-8243-2327-6, lire en ligne), p. 50-55
- [Ostyako-Bogul'skaya Pravda 25 mars 1937] « Новые алфавиты для народов Севера [ = De nouveaux alphabets pour les peuples du Nord ] », Остяко-вогульская Правда,‎ 25  1937 (lire en ligne)
- (en) Michael Rießler, « Towards a digital infrastructure for Kildin Saami », dans Erich Kasten et Tjeerd de Graaf, Sustaining indigenous knowledge: Learning tools and community initiatives on preserving endangered languages and local cultural heritage, coll. « SEC Publications. Exhibitions & Symposia Series », 2013, 195–218 p. (lire en ligne)
- (en) Michael Rießler, Kildin Saami alphabet, 2017 (lire en ligne)
- (en) Michael Rießler, « Kola Sámi literature (Kildin Sámi, Ter Sámi, Akkala Sámi) », dans Johanna Domokos, A writing hand reaches further Čálli giehta olla guhkás: Recommendations for the improvement in the Sámi literary field, Culture for All Service / Yhdenvertaisen kulttuurin puolesta ry, 2018 (ISBN 978-952-6677-42-2, helsinki.fi, kulttuuriakaikille.fi, academia.edu, researchgate.net), p. 70-75
- (en) Elisabeth Scheller, « Kola Sami language revitalisation - opportunities and challenges », Humanistica Oerebroensia. Artes et linguae, Örebro, Örebro University, no 16 « L’Image du Sápmi II: études comparées / textes réunis par Kajsa Andersson »,‎ 2013, p. 392-421 (hdl https://hdl.handle.net/10037/5669, lire en ligne)
- (no) Unni K. Utvik, Kolasamene : Fra tsarens undersåtter til sovjetiske borgere, Universitet i Bergen, 1985 (lire en ligne)
- (en) Ekaterina Zmyvalova, Sámi children’s right to learn their language: indigenous experiences and law in the Russian school context, Umeå University, 2024, 90 p. (lire en ligne)